# Leandra, Mpumalanga
Leandra este un oraș din Africa de Sud.